# Mary Anderson (actrice, 1918-2014)
Pour les articles homonymes, voir Anderson et Mary Anderson.

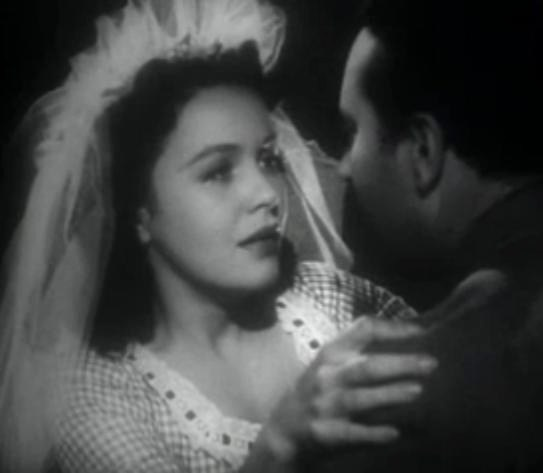
Avec Donald Douglas de dos, dans Cheers for Miss Bishop (1941)

Mary Anderson est une actrice américaine, née Bebe Anderson à Birmingham (Alabama, États-Unis) le 3 avril 1918 et morte à Burbank, le 6 avril 2014.

## Biographie
De 1939 à 1959, Mary Anderson apparaît au cinéma dans trente-et-un films américains, l'un de ses plus connus étant Lifeboat d'Alfred Hitchcock.
À la télévision, elle participe à vingt-deux séries, entre 1948 et 1965, année où elle se retire.
Pour sa contribution au cinéma, une étoile lui est dédiée sur le Walk of Fame d'Hollywood Boulevard.
En 1953, elle épouse le directeur de la photographie Leon Shamroy, dont elle reste veuve au décès de celui-ci.
Elle est la sœur de l'acteur James Anderson.

## Filmographie

### Cinéma
- 1939 : Femmes (The Women) de George Cukor
- 1939 : Autant en emporte le vent (Gone with the Wind) de Victor Fleming, George Cukor et Sam Wood
- 1940 : Voyage sans retour (’Til we met again) de Edmund Goulding
- 1940 : L'Aigle des mers (The Sea Hawk) de Michael Curtiz
- 1940 : Flight Angels (en) de Lewis Seiler
- 1940 : Une dépêche Reuter (A Dispatch from Reuter's) de William Dieterle
- 1940 : L'Étrangère (All this, and Heaven too) de Anatole Litvak
- 1940 : My Love Came Back de Curtis Bernhardt
- 1941 : Sous le ciel de Polynésie (Bahama Passage) de Edward H. Griffith
- 1941 : Henry Aldrich for President de Hugh Bennett
- 1941 : Cheers for Miss Bishop de Tay Garnett
- 1941 : Under Age de Edward Dmytryk
- 1942 : Henry and Dizzy de Hugh Bennett
- 1943 : Le Chant de Bernadette (The Song of Bernadette) de Henry King
- 1944 : Lifeboat de Alfred Hitchcock
- 1944 : Le Président Wilson (Wilson) de Henry King
- 1945 : Within These Walls de H. Bruce Humberstone
- 1946 : À chacun son destin (To Each his Own) de Mitchell Leisen
- 1946 : Behind Green Lights de Otto Brower
- 1947 : Whispering City de Fyodor Otsep
- 1950 : Corruption (The Underworld Story) de Cy Endfield
- 1950 : Hunt the Man Down de George Archainbaud
- 1950 : Jean Lafitte, dernier des corsaires (Last of the Buccaneers) de Lew Landers
- 1951 : La Caravane des évadés (Passage West) de Lewis R. Foster
- 1952 : One Big Affair de Peter Godfrey
- 1952 : Chicago calling de John Reinhardt
- 1953 : Meurtre à bord (Dangerous Crossing) de Joseph M. Newman
- 1953 : J'aurai ta peau (I, the Jury) de Harry Essex
- 1959 : Bagarre au-dessus de l'Atlantique (Jet Over the Atlantic) de Byron Haskin

### Courts-métrages
- 1939 : Mendelssohn's Wedding March
- 1940 : A Failure at Fifty de Will Jason (en)

### Télévision

#### Séries télévisées
- 1948 : The Philco-Goodyear Television Playhouse : Mrs. Max de Winter
- 1949 : The Chevrolet Tele-Theatre (en)
- 1951 : Racket Squad (en)
- 1951 : The Bigelow Theatre
- 1952 : Cavalcade of America (en) : Clara Louise Maas
- 1952 : The Doctor
- 1952 : The Unexpected : Ellen Martin
- 1953 : Schlitz Playhouse of Stars
- 1953-1954 : Your Favorite Story
- 1954 : Mystery Is My Business
- 1954 : Treasury Men in Action
- 1954-1957 : Lux Video Theatre (en) : Charlotte / Corinne
- 1955 : The Star and the Story (en) : Joan Mansell / Cora Davis
- 1956 : Matinee Theatre
- 1956 : Telephone Time
- 1956-1957 : Climax! : Julie Brooks / Nora / Babs Wienecke
- 1958 : Mike Hammer : Linda Mayfair
- 1958 : Perry Mason : Arlene Scott
- 1958 : Studio One in Hollywood : Hattie
- 1958 : Target : Ellie
- 1958 : The Gray Ghost : Eve
- 1958 : Westinghouse Desilu Playhouse : Sarah Mudd
- 1958-1960 : Tombstone Territory : Nellie Cashman / Doris Markham
- 1959 : Markham : Susan Turner
- 1959 : The Californians : Dora Morgan
- 1960 : Lock Up : Fran Gibson
- 1960 : The Betty Hutton Show : Miss Kingston
- 1962 : Lawman : Martha Carson
- 1962 : My Three Sons : Claire Selby
- 1964 : Les Voyages de Jaimie McPheeters : Hannah Devlin
- 1964 : Peyton Place : Catherine Harrington
- 1965 : Daniel Boone : Marni Tolson

#### Téléfilms
- 1948 : Stage Door : Kaye Hamilton